# Mauro Airez
Mauro Airez, de son nom complet Mauro Gabriel Airez, est un footballeur argentin né le 26 octobre 1968 à Buenos Aires. Il évoluait au poste d'attaquant.

## Biographie

### En club
Mauro Airez évolue tout d'abord dans les clubs argentins du Gimnasia La Plata, des Argentinos Juniors, et du CA Independiente. Son arrivée dans le football européen commence en Italie, il ne joue cependant pas avec l'AS Bari,.
Il évolue ensuite au Portugal sous les couleurs CF Belenenses, du Benfica Lisbonne, de l'Estrela da Amadora et de l'Estoril-Praia. Avec Benfica, il remporte la Coupe du Portugal en 1996. Il marque le premier but lors de la finale contre le Sporting CP (victoire 3-1),.
Il dispute un total de 127 matchs en première division portugaise, pour un total de 22 buts marqués,,.
Au sein des compétitions continentales européennes, il dispute deux matchs en Coupe des coupes lors de son passage à Benfica. 

### En équipe nationale
Avec l'équipe d'Argentine olympique, il participe aux Jeux olympiques d'été de 1988. Lors du tournoi olympique, il joue quatre matchs. L'Argentine s'incline en quart de finale face au Brésil.
International argentin, il reçoit quatre sélections en équipe d'Argentine entre 1989 et 1990, pour un but marqué. Il inscrit son seul et unique but avec l'Argentine le 20 avril 1989, lors d'un match amical contre le Chili (1-1).

## Palmarès
Avec le Benfica Lisbonne:
- Vainqueur de la Coupe du Portugal en 1996